# Птахоферма (заказник)
Птахоферма — гідрологічний заказник місцевого значення. Об'єкт розташований на території Звенигородського району Черкаської області, село Козацьке.
Площа — 1,5 га, статус отриманий у 2006 році.